# Моршинин, Владилен Иосифович
Владилен Иосифович Моршинин (род. 5 февраля 1934 года) — советский баскетболист и баскетбольный тренер.

## Биография
Выступал за ижевские команды «Динамо» и «Буревестник».
Позже тренировал женские команды «Буревестник» (Ижевск), сборную Удмуртской АССР, «Динамо» (Ижевск).
В 1967 году переехал в Алма-Ату. В 1967-81 годах тренировал женскую команду «Буревестник» (Алма-Ата). Заслуженный тренер Казахской ССР.
Под его руководством команда в 1971 году завоевала путевку в высшую лигу чемпионата СССР, а с 1972 года под названием «Университет» успешно выступала в ней.
Был старшим тренером женской сборной Казахской ССР, занявшей 4-е место на VII Спартакиаде народов СССР (1979), и женской сборной СССР — чемпиона Универсиады (1977). Заслуженный тренер СССР (1977). Работал старшим тренером команды «Купол-Антей» (Ижевск).